# شکوه دودمان تانگ
شکوه دودمان تانگ (انگلیسی: The Glory of Tang Dynasty؛‏ انگلیسی: 大唐荣耀) مجموعه تلویزیونی چینی سال ۲۰۱۷ با بازی جینگ تیان و رن جیالون است. این مجموعه بر پایهٔ رمان تاریخی عاشقانهٔ همسر پادشاه تانگ: افسانه مروارید (大唐后妃传之珍珠传奇) نوشتهٔ کانگ مینگ‌شوی ساخته شده و داستان عاشقانهٔ خیالی میان امپراتور دای‌زونگ و همسر درباری، شن را در بستری از وقایع تاریخی عظیم، به ویژه شورش آن شی (۷۵۵–۷۶۳ میلادی)، روایت می‌کند. این مجموعه در قالب ۹۲ قسمت و در دو فصل تولید و پخش شد و از ۲۹ ژانویه تا ۳ مه ۲۰۱۷ از شبکهٔ تلویزیونی بیجینگ تی‌وی روی آنتن رفت.
این مجموعه با بودجه‌ای در حدود ۲۶۰ میلیون یوان (حدود ۳۸٫۶۸ میلیون دلار آمریکا) ساخته شد و در ۷۰ دکور مختلف فیلم‌برداری شد. همچنین از پشتیبانی گستردهٔ دیجیتالی برای جلوه‌های ویژه بهره برد. این مجموعه به دلیل دقت تاریخی بالا و داستان‌پردازی قوی با استقبال مثبت تماشاگران روبه‌رو شد در پلتفرم تنسنت امتیاز ۸٫۳ از ۱۰ و در دوبان امتیاز ۶٫۷ از ۱۰ را کسب کرده است.